# Bậc độ lớn (số)

Thang đo lôgarit có thể biểu hiện được quan hệ về số lượng giữa nhiều số khác nhau.

Đây là danh sách các số dương lớn theo bậc từ thấp đến cao theo đại lượng không thứ nguyên, và ý nghĩa của chúng trong toán học và các ngành khác. Mỗi số ở đây sẽ được ghi theo dạng lũy thừa của 10. Các số trên được viết theo dạng quy mô dài và ngắn, và sử dụng tên của số theo nghĩa tiếng Việt (nếu có).

## Nhỏ hơn ×10^-100

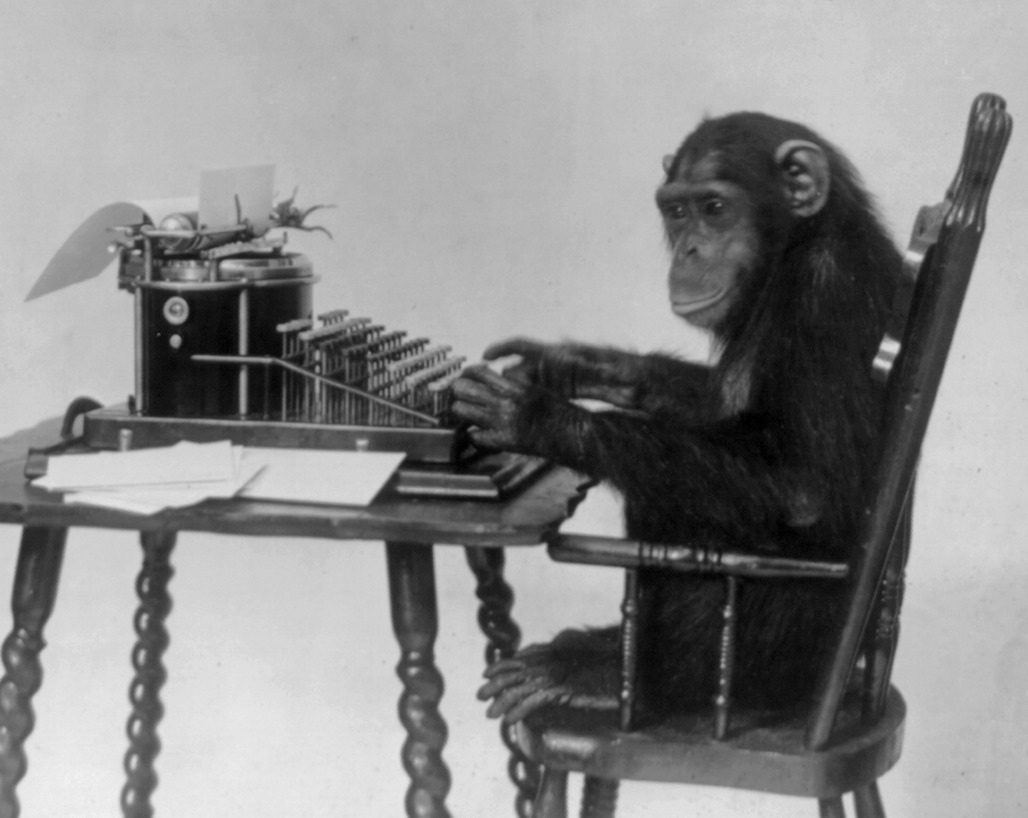
Đười ươi nhiều khả năng đang không đánh Hamlet

## Nhỏ hơn10−100
- Toán học – sự chọn lựa ngẫu nhiên: Khoảng 10-183,800 là một xác suất mà một con "khỉ", hay một máy đánh robot không biết tiếng Anh, khi được đặt trước một máy đánh chữ, sẽ đánh được vở kịch Hamlet của nhà văn William Shakespeare ngay từ lần thử đánh đầu tiên, với điều kiện là nó đánh đúng số ký tự cần đánh.[1] Mặt khác, nếu cần đúng dấu câu, viết hoa và đánh vần đúng cách thì xác suất sẽ rơi vào khoảng 10-360,783.[2]
- Khoa học máy tính: 2,2×10−78913 là khoảng giá trị gần với giá trị bé nhất lớn hơn không mà có thể biểu diễn được được dưới dạng số thực có độ chính xác bát phân theo tiêu chuẩn IEEE.
  - 1×10−6176 là số thực nhỏ hơn 0 nhỏ nhất mà có thể biểu diễn được dưới dạng số thực có độ chính xác tứ thập phân theo tiêu chuẩn IEEE.
  - 6,5×10−4966 là số thực nhỏ hơn 0 nhỏ nhất mà có thể biểu diễn được dưới dạng số thực có độ chính xác tứ phân theo tiêu chuẩn IEEE.
  - 3,6×10−4951 là số thực nhỏ hơn 0 nhỏ nhất mà có thể biểu diễn được dưới dạng số thực có độ chính xác 80-bit mở rộng x86 theo tiêu chuẩn IEEE.
  - 1×10−398 là số thực nhỏ hơn 0 nhỏ nhất mà có thể biểu diễn được dưới dạng số thực có độ chính xác kép thập phân theo tiêu chuẩn IEEE.
  - 4.9×10−324 là số thực nhỏ hơn 0 nhỏ nhất mà có thể biểu diễn được dưới dạng số thực có độ chính xác kép theo tiêu chuẩn IEEE.
  - 1.5×10−157 là xác suất mà một nhóm người được chọn trong 365 người, có ngày sinh nhật khác nhau.[3]
  - 1×10−101 là số thực nhỏ hơn 0 nhỏ nhất mà có thể biểu diễn được dưới dạng số thực có độ chính xác đơn thập phân theo tiêu chuẩn IEEE.

## Từ10−100tới10−30

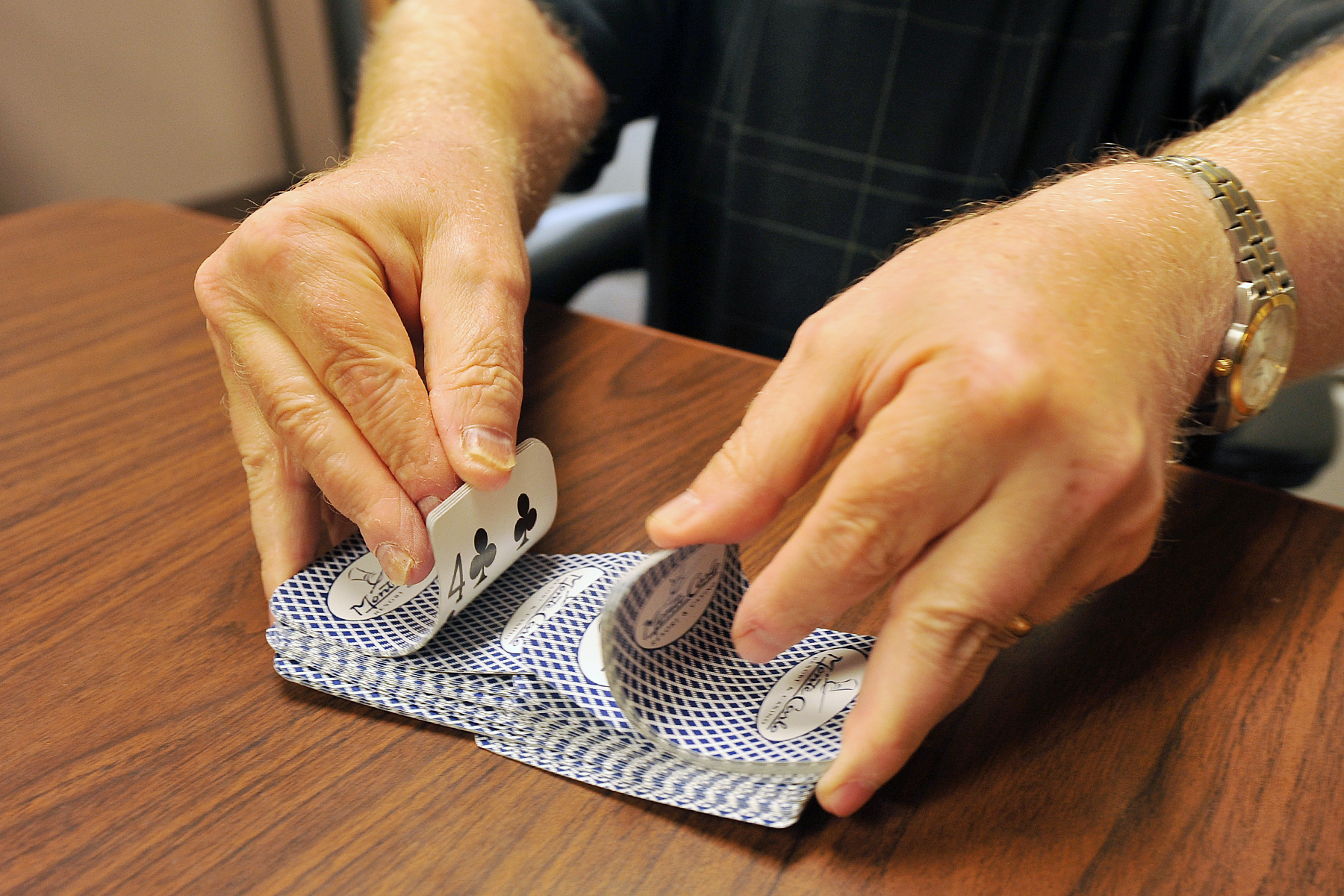
Xác suất 1/52! để tráo quân bài theo một cách xác định.

- Toán học: Xác suất để tráo một bộ bài Tây tiêu chuẩn ở một thứ tự xác định là khoảng 1,24×10-68 (hoặc chính xác là 1⁄52!)[4]
- Khoa học máy tính: 1.4×10−45 là số thực nhỏ hơn 0 nhỏ nhất mà có thể biểu diễn được dưới dạng số thực có độ chính xác đơn theo tiêu chuẩn IEEE.

## 10−30
(0.000000000000000000000000000001; 1000−10; cách đọc: Một phần một nghìn tỷ tỷ tỷ)
ISO: quecto- (q)
- Toán học: Xác suất trong một trò chơi cầu hợp đồng mà cả 4 người đều lấy cùng một chất bài là khoảng 447×10−28.[5]

## 10−27
(0.000000000000000000000000001; 1000−9; cách đọc: Một phần một tỷ tỷ tỷ)
ISO: ronto- (r)

## 10−24
(0.000000000000000000000001; 1000−8; cách đọc: Một phần một triệu tỷ tỷ)
ISO: yocto- (y)

## 10−21
(0.000000000000000000001; 1000−7; cách đọc: Một phần một nghìn tỷ tỷ)
ISO: zepto- (z)
- Toán học: Xác suất để trúng toàn bộ 20 số trong trò xổ số keno là khoảng 2.83 × 10−19.

## 10−18
(0.000000000000000001; 1000−6; cách đọc: Một phần một tỷ tỷ)
ISO: atto- (a)
- Toán học: Xác suất để xoay 2 con 1 mười lần liên tiếp trong một cặp xúc xắc là vào khoảng 274×10−16.

## 10−15
(0.000000000000001; 1000−5; cách đọc: Một phần một triệu tỷ)
ISO: femto- (f)
- Toán học: Hằng số Ramanujan, {\displaystyle e^{\pi {\sqrt {163}}}=262\,537\,412\,640\,768\,743.999\,999\,999\,999\,25\ldots ,} rất gần với một số tự nhiên, gần với số tự nhiên gần nhất vào khoảng 75×10−13.

## 10−12
(0.000000000001; 1000−4; cách đọc: Một phần một nghìn tỷ)
ISO: pico- (p)

## 10−9
(0.000000001; 1000−3; cách đọc: Một phần một tỷ)
ISO: nano- (n)
- Toán học – Xổ số: Xác suất để trúng độc đắc (trùng cả 6 số) trong xổ số Powerball của Hoa Kỳ, với một tấm vé duy nhất, tính đến  tháng 10 năm 2015, là 1 trên 292,201,338, với một xác suất là khoảng 3422×10−9 (0.0000003422%).
- Toán học – Xổ số: Xác suất để trúng độc đắc (trùng cả 6 số) trong xổ số Powerball của Úc, với một tấm vé duy nhất, tính đến  tháng 4 năm 2018, là 1 trên 134,490,400, với một xác suất là khoảng 7435×10−9 (0.0000007435%).
- Toán học – Xổ số: Xác suất để trúng độc đắc (trùng cả 6 số) trong xổ số Power 6/55 của Vietlott, với một tấm vé duy nhất, tính đến  tháng 6 năm 2022, là 1 trên 28,989,675, với một xác suất là khoảng 3449×10−8 (0.000003449%).
- Toán học – Xổ số: Xác suất để trúng độc đắc (trùng cả 6 số) trong xổ số Mega 6/45 của Vietlott, với một tấm vé duy nhất, tính đến  tháng 6 năm 2022, là 1 trên 8,145,060, với một xác suất là khoảng 1228×10−7 (0.00001228%).

## 10−6
(0.000001; 1000−2; cách đọc: Một phần triệu)
ISO: micro- (μ)

## 10−3
(0.001; 1000−1; cách đọc: Một phần nghìn)
ISO: milli- (m)

## 10−2
(0.01; cách đọc: Một phần trăm)
ISO: centi- (c)

## 10−1
(0.1; cách đọc: Một phần mười)
ISO: deci- (d)
- Luật pháp: 10% đã từng được coi là tiền thuế thu nhập hoặc sản phẩm sản xuất trong thời cổ đại và trung đại, xem phần mười.
- Toán học: ii = e−π/2 ≈ 0.207879576.

## 100
(1; cách đọc: một)

Tám hành tinh trong Hệ Mặt Trời

- Nhân khẩu học: Dân số của Monowi, một ngôi làng chưa được tích hợp tại Nebraska, Hoa Kỳ, là một vào 2010.
- Tôn giáo: Một là số lượng chúa trong Do thái giáo, Thiên Chúa giáo, và Hồi giáo (tôn giáo độc thần).
- Khoa học máy tính – Unicode: Một ký tự được phân bổ cho khối Unicode Lisu bổ trợ, số lượng ít nhất của các khối Unicode đang được sử dụng tính đến Unicode 14.0 (2021).
- Toán học: √2 ≈ 1.414213562373095049, tỷ số của đường chéo hình vuông so với cạnh của nó.
- Toán học: φ ≈ 1.618033988749894848, tỷ số vàng.
- Toán học: √3 ≈ 1.732050807568877293, tỷ số của đường chéo một khối lập phương so với cạnh của nó.
- Toán học: hệ số học được hiểu bởi hầu hết các loại máy tính, hệ nhị phân, sử dụng 2 chữ số: 0 và 1.
- Toán học: √5 ≈ 2.236 067 9775, con số tương ứng với độ dài đường chéo của hình chữ nhật có độ dài 2 cạnh là 1 và 2.
- Toán học: √2 + 1 ≈ 2.414213562373095049, tỷ số của đại lượng nhỏ hơn so với đại lượng lớn hơn bằng tỷ số của đại lượng lớn hơn với tỷ số của đại lượng nhỏ hơn và hai lần đại lượng lớn hơn.
- Toán học: e ≈ 2.718281828459045087, bậc của logarit tự nhiên.
- Toán học: hệ số học được hiểu bởi hầu hết máy tính tam phân, hệ tam phân,  sử dụng 3 chữ số: 0, 1, and 2.
- Tôn giáo: có ba sự biểu hiện của Chúa trong nhánh Ba Ngôi của Thiên Chúa giáo.
- Toán học: π ≈ 3.141592653589793238, tỷ số của chu vi đường tròn với đường kính của nó.
- Tôn giáo: Tứ diệu đế trong Phật giáo.
- Thiên văn học: 8 hành tinh trong Hệ Mặt Trời.

## 101
(10; cách đọc: mười)
ISO: deca- (da)
- Nhân khẩu học: Dân số của Pesnopoy, một ngôi làng ở Bulgaria, là 10 vào năm 2007.
- Kích cỡ con người: Có 10 ngón tay trên một đôi bàn tay người, và mười ngón chân trên một đôi bàn chân người.
- Toán học: Hệ số học sử dụng trong đời sống thường ngày, hệ thập phân, có 10 chữ số: 0, 1, 2, 3, 4, 5, 6, 7, 8, 9.

## ×10^2

128 ký tự ASCII

## ×10^3

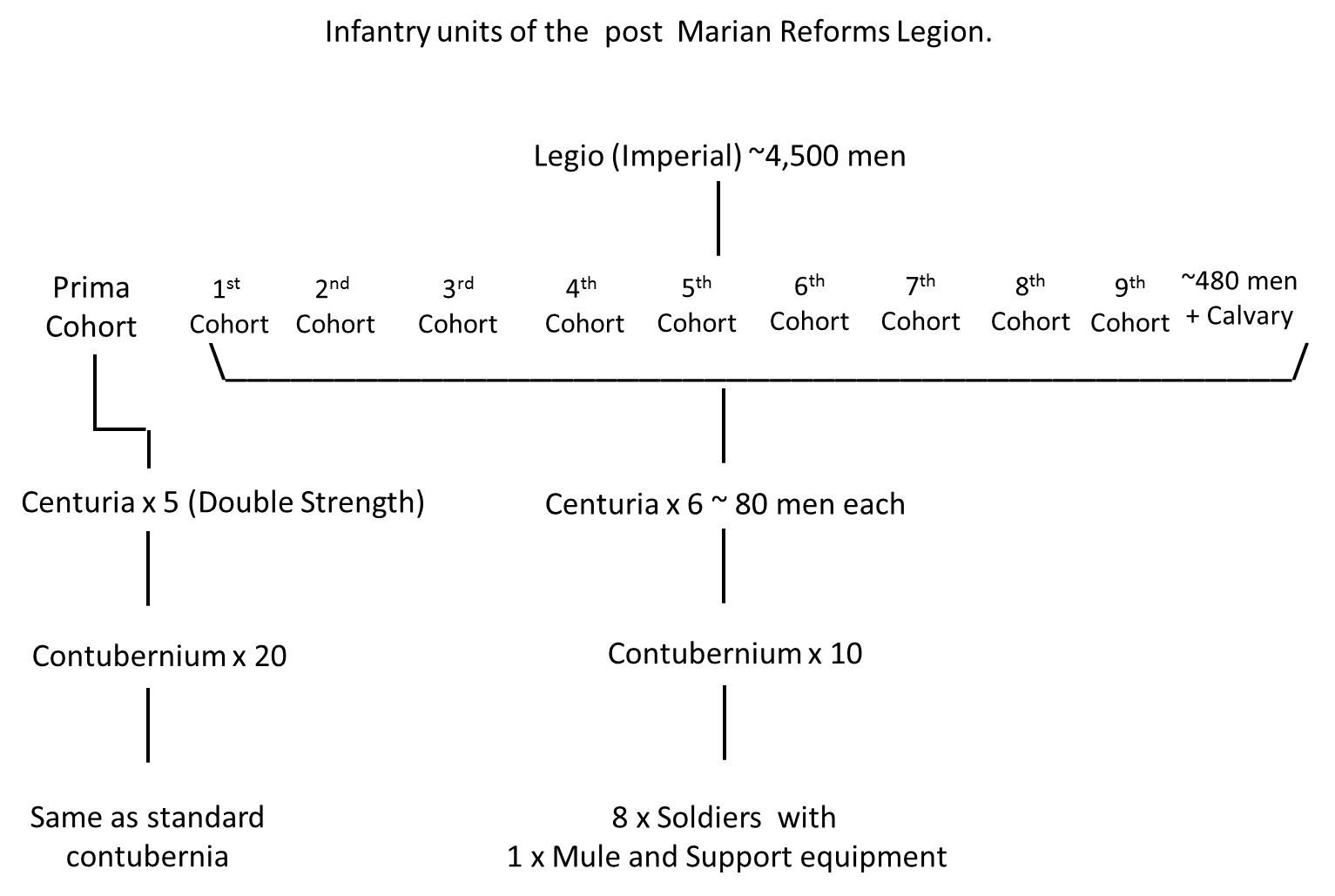
Binh đoàn La Mã (kích cỡ cụ thể tùy thuộc)

## 102
(100; cách đọc: một trăm)
ISO: hecto- (h)

## 103
(1000; 10001, cách đọc: một nghìn)
ISO: kilo- (k)

## 104
(10 000; cách đọc: mười nghìn)

## 105
(100 000; cách đọc: một trăm nghìn), một lakh theo đơn vị Ấn Độ.

## 106

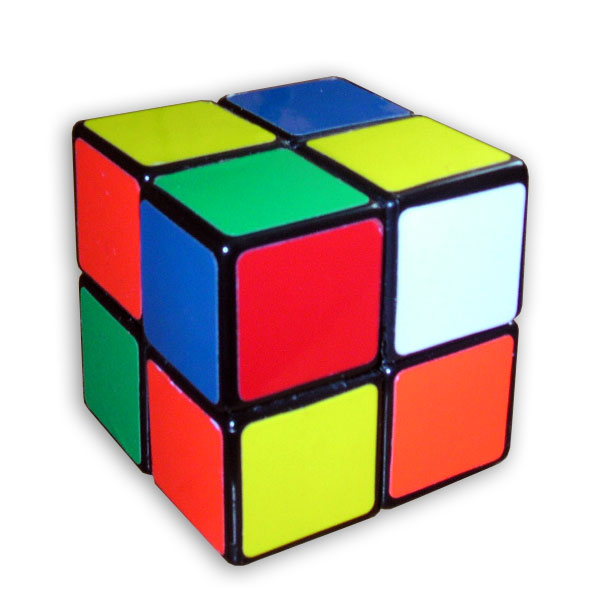
Có 3,674,160 cách sắp xếp khối bỏ túi

(1 000 000; 10002; cách đọc: một triệu)
ISO: mega- (M)

## 107
(10 000 000; cách đọc: mười triệu)

## 108
(100 000 000; cách đọc: một trăm triệu)

## 109
(1 000 000 000; 10003; cách đọc: một tỷ)
ISO: giga- (G)

## 1010
(10 000 000 000; cách đọc: mười tỷ)

## 1011
(100 000 000 000; cách đọc: một trăm tỷ)

## 1012
(1 000 000 000 000; 10004, cách đọc: một nghìn tỷ)
ISO: tera- (T)

## 1015
(1 000 000 000 000 000; 10005, cách đọc: một triệu tỷ)
ISO: peta- (P)

## 1018
(1 000 000 000 000 000 000; 10006, cách đọc: một tỷ tỷ)
ISO: exa- (E)

## 1021
(1 000 000 000 000 000 000 000; 10007, cách đọc: một nghìn tỷ tỷ)
ISO: zetta- (Z)

## 1024
(1 000 000 000 000 000 000 000 000; 10008, cách đọc: một triệu tỷ tỷ)
ISO: yotta- (Y)

## 1027
(1 000 000 000 000 000 000 000 000 000; 10009, cách đọc: một tỷ tỷ tỷ)
ISO: ronna- (R)

## 1030
(1 000 000 000 000 000 000 000 000 000 000; 100010, cách đọc: một nghìn tỷ tỷ tỷ)
ISO: quetta- (Q)

## 1033
(1 000 000 000 000 000 000 000 000 000 000 000; 100011, cách đọc: một triệu tỷ tỷ tỷ)

## 1036
(1 000 000 000 000 000 000 000 000 000 000 000 000; 100012, cách đọc: một tỷ tỷ tỷ tỷ)

## 1039
(1 000 000 000 000 000 000 000 000 000 000 000 000 000; 100013, cách đọc: một nghìn tỷ tỷ tỷ tỷ)

## 1042tới10100
(1 000 000 000 000 000 000 000 000 000 000 000 000 000 000; 100014, cách đọc: một triệu tỷ tỷ tỷ tỷ)

## 10100(một googol) tới101000
(1 000 000 000 000 000 000 000 000 000 000 000 000 000 000 000 000 000 000 000 000 000 000 000 000 000 000 000 000 000 000 000 000 000; cách đọc: một tỷ tỷ tỷ tỷ tỷ tỷ tỷ tỷ tỷ tỷ tỷ, hay một googol)